# 简·霍妮

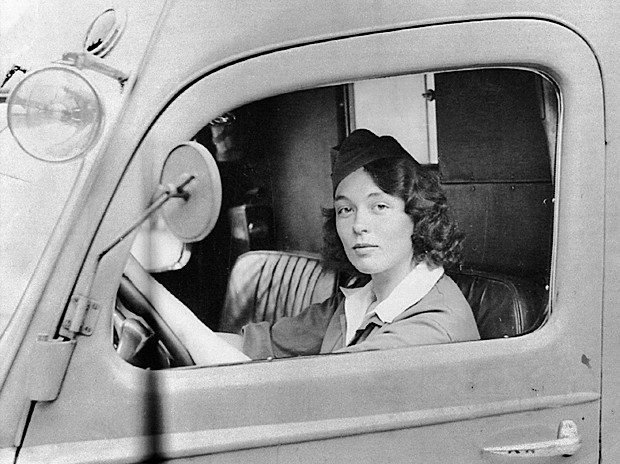
1940年的簡·霍妮

爱娃·夏洛塔·霍妮（英語："Jane" Ebba Charlotta Horney，夫姓格兰伯格，1918年7月8日—1945年1月20日）是一名据信为纳粹德国在丹麦潜伏，并被丹麦保守派在厄勒海峡杀害的女间谍。但至今为止，仍不能确定她真正的雇主国。丹麦盖世太保认为霍妮为英国或苏联工作，而第二次世界大战后这一说法得到否认。阿勃维尔的官员在被瑞典情报机构询问时同样否认霍尼为其工作。